# 石彥成
石彦诚（？—？），一名作彦成，字诚之，江西南昌人。明朝政治人物、進士。
建文二年（1400年），石彥成中式三甲第五十七名进士。担任徐闻县知县，多有政绩。后参与修编《永乐大典》。大学士杨溥欲举荐，可惜早逝。